# Geert Lotzmann
Geert Lotzmann (* 17. März 1926 in Bloßwitz, Amtshauptmannschaft Oschatz) ist ein deutscher Sprecherzieher und Hochschullehrer.

## Leben und Wirken
Geert Lotzmann legte 1943 in Riesa die Prüfung für die Mittlere Reife ab, besuchte von 1948 bis 1949 Lehrgänge für die Lehrerausbildung und absolvierte 1949 die Grundschul- und Hauptschullehrerprüfung. Nach einer 1951 abgelegte Begabtenprüfung studierte er von 1951 bis 1954 Germanistik, Sprechkunde sowie Stimm- und Sprachheilkunde an der Universität Halle-Wittenberg bis zu seiner Diplomprüfung 1954. Von 1954 bis 1956 unterrichtete er Sprecherziehung und Stimmbildung an der Schauspielschule in Ost-Berlin. Es folgte 1956 das Staatsexamen an der Universität Halle-Wittenberg für Deutsche Sprache und 1958 die Promotion zum Dr. phil. an der Humboldt-Universität zu Berlin bei Ursula Feyer. Von 1957 bis 1959 war er als Stimm- und Sprachtherapeut an der Freien Universität Berlin (Poliklinik für Stimm- und Sprachkranke) tätig. Bis 1962 war er Lehrbeauftragter bzw. wissenschaftlicher Mitarbeiter an der FU Berlin und der Technischen Universität Berlin. Im Jahre 1962 kam er an die Universität Heidelberg und arbeitete dort zunächst bis 1965 als Lektor für Sprechkunde und Sprecherziehung am Dolmetscher-Institut und bis 1971 als Akademischer Rat. Es folgten Lehraufträge u. a. an der Universität Mannheim und der Hochschule für Verwaltungswissenschaften Speyer. Im Jahre 1984 legte Lotzmann außerdem die Prüfung zum Logopäden ab und war seit 1987 Akademischer Direktor und stellvertretender Leiter des Zentralen Sprachlabors der Universität Heidelberg. 1993 trat er in den Ruhestand.
Im Jahre 2002 wurde ihm das Bundesverdienstkreuz am Bande verliehen.

## Veröffentlichungen (Auswahl)
- (Hrsg.): Das Gespräch in Erziehung und Behandlung. Quelle & Meyer, Heidelberg 1973, ISBN 3-494-00739-X.
- (Hrsg.): Sprach- und Sprechnormen. Verhalten und Abweichung. Groos, Heidelberg 1974, ISBN 3-87276-169-2.
- (Hrsg.): Sprachrehabilitation durch Kommunikation (= Erziehung und Psychologie, Bd. 70). Reinhardt, München 1975, ISBN 3-497-00751-X.
- Zur Aspiration der Explosivae im Deutschen. Ein sprechwissenschaftlich-phonetischer Beitrag zur Deutschen Hochlautung (= Göppinger Arbeiten zur Germanistik, Bd. 156). Kümmerle, Göppingen 1975, ISBN 3-87452-278-4.
- (Hrsg.): Aspekte auditiver, rhythmischer und sensomotorischer Diagnostik, Erziehung und Therapie (= Erziehung und Psychologie, Bd. 74). Reinhardt, München 1978, ISBN 3-497-00776-5.
- (Hrsg.): Psychologie in der Stimm-, Sprech- und Sprachrehabilitation. Fischer, Stuttgart 1979, ISBN 3-437-10578-7.
- (Hrsg.): Elternberatung und Familientherapie bei Sprach-, Sprech- und Hörstörungen (= Patholinguistica, Bd. 8). Fink, München 1981, ISBN 3-7705-1863-2.
- (Hrsg.): Mündliche Kommunikation in Studium und Ausbildung (= Sprache und Sprechen, Bd. 9). Scriptor-Verlag, Königstein/Ts. 1982, ISBN 3-589-20815-5.
- (Hrsg.): Nonverbale und verbale Ausdrucksgestaltung in der Behandlung von Sprech-, Sprach- und Hörstörungen. Horst Gundermann zu seinem 60. Geburtstag am 6. Mai 1982. Beltz, Weinheim 1982, ISBN 3-407-58164-5.
- (Hrsg.): Sprechangst in ihrer Beziehung zu Kommunikationsstörungen (= Logotherapia, Bd. 2). Marhold, Berlin 1986, ISBN 3-7864-2275-3.
- (Hrsg.): Sind Sprach- und Sprechstörungen durch Dia- und Soziolekte bedingt? (= Sprache und Sprechen, Bd. 17). Scriptor-Verlag, Frankfurt/M. 1987, ISBN 3-589-20840-6.
- (Hrsg.): Verbale und nonverbale Kommunikationsstörungen. Interdisziplinarität bei Diagnose und Therapie. Deutscher Studien-Verlag, Weinheim 1989, ISBN 3-89271-088-0.
- Über Sprechkunst. Bayerischer Verlag für Sprechwissenschaft, Regensburg 1990, ISBN 3-922757-90-1.
- (Hrsg.): Aggressionen und Ängste im stimm- und sprachtherapeutischen Prozeß (= Reihe Wissenschaft, Schwerpunkt Sonderpädagogik, Bd. 2). Profil-Verlag, München 1991, ISBN 3-89019-278-5.
- (Hrsg.): Psychomotorik in der Sprach-, Sprech-und Stimmtherapie. Fischer, Stuttgart 1992, ISBN 3-437-11432-8.
- (Hrsg.): Körpersprache. Diagnostik und Therapie von Sprach-, Sprech- und Stimmstörungen (= Sprache und Sprechen, Bd. 27). Reinhardt, München 1993, ISBN 3-497-01302-1.
- (Hrsg.): Die Sprechstimme. Entstehung, Bildung, Gestaltung, Vorbeugung, Untersuchung, Behandlung. Fischer, Stuttgart 1997, ISBN 3-437-51008-8.
- (Hrsg.): Selbstwahrnehmung und Fremdwahrnehmung bei Sprach-, Sprech-, Stimm- und Hörstörungen. Störungen, Therapien, Manipulationen, Chancen. Ed. Bentheim, Würzburg 2000, ISBN 3-934471-04-8.

Außerdem zahlreiche Aufsätze in Fachzeitschriften und Sammelbänden.
Festschrift
- Eva-Maria Krech/Eberhard Stock (Hrsg.): Sprechen als soziales Handeln. Festschrift zum 70. Geburtstag von Geert Lotzmann am 17. März 1996 (= Hallesche Schriften zur Sprechwissenschaft und Phonetik, Bd. 2). Dausien, Hanau 1997, ISBN 3-7684-6739-2.